# Picotet d'escates blanques
El picotet d'escates blanques (Picumnus albosquamatus) és una espècie d'ocell de la família dels pícids (Picidae) que habita la zona central d'Amèrica del Sud.

## Descripció
Picot molt petit, amb les parts superiors marrons i inferiors blanquinoses amb taques brunes. Cap molt fosc amb petites pigues blanques. El mascle té un pegat vermell al front i part davantera del capell que manca en la femella.

## Hàbitat i distribució
Viu als boscos densos del nord i est de Bolívia i centre, est i sud-oest de Brasil.

## Subespècies
S'han descrit dues subespècies:
- P. a. albosquamatus d'Orbigny, 1840. Nord de Bolívia, sud-oest del Brasil i nord del Paraguai.
- P. a. guttifer Sundevall, 1866. Centre de Brasil.